# Florencio Luque Aguilar
Florencio Luque Aguilar (ur. 8 sierpnia 1957 w Montilli) – hiszpański polityk, lekarz, w latach 2008–2009 poseł do Parlamentu Europejskiego VI kadencji.

## Życiorys
Ukończył studia medyczne, praktykował jako chirurg. Zaangażowany w działalność samorządową, był m.in. rzecznikiem władz miejskich w Montilli. Od 2001 do 2004 zasiadał w Kongresie Deputowanych VII kadencji.
W kwietniu 2008 z ramienia Partii Ludowej objął mandat posła do Parlamentu Europejskiego. Był członkiem grupy chadeckiej, pracował w Komisji Rozwoju Regionalnego. W PE zasiadał do lipca 2009.